# Ancistrus leucostictus
Az Ancistrus leucostictus a sugarasúszójú halak (Actinopterygii) osztályának harcsaalakúak (Siluriformes) rendjébe, ezen belül a tepsifejűharcsa-félék (Loricariidae) családjába tartozó faj.

## Előfordulása
Az Ancistrus leucostictus Dél-Amerikában fordul elő. Az Essequibo folyómedence és az Oiapoque (Oyapock) folyó között számos helyen megtalálható.

## Megjelenése
Ez a tepsifejűharcsafaj legfeljebb 10 centiméter hosszú.

## Életmódja
Trópusi és édesvízi halfaj, amely a 25-28 °C hőmérsékletű vizeket kedveli. Mint a többi algaevő harcsafaj, a víz fenekén él és keresi meg a táplálékát.